# Le Chalange
Le Chalange è un comune francese di 95 abitanti situato nel dipartimento dell'Orne nella regione della Normandia.

## Società

### Evoluzione demografica
Abitanti censiti